# Tűfok-barlang
A Tűfok-barlang a Duna–Ipoly Nemzeti Parkban lévő Visegrádi-hegységben, az Esztergomhoz tartozó Pilisszentlélek területén található egyik barlang.

## Leírás
A Dobogó-kőről a Két-bükkfa-nyereg felé vezető közúton 800 méterre a Dobogókőt jelző táblától, illetve az utat keresztező távvezetéktől 200–250 méterre észak felé egy enyhe hajlású völgyecske vezet. Ennek a keleti oldalában, az úttól 160–170 méterre, egy dombocska tetején, egy 2×1 méteres mélyedés alján nyílik a barlang bejárati kürtője.
Térkép szerint körülbelül 610 méter tengerszint feletti magasságban van a bejárata.
A környéken nincsenek sziklakibúvások, csupán a bejárati horpadásban jelenik meg az andezittufa, a barlang befoglaló kőzete. A bejárata 90 centiméter hosszú, 25 centiméter széles és 3,35 méter mély. Egy lefelé táguló hasadékban végződik, alját a felszínről bemosott humusz és törmelékhalom képezi. A bejárati kürtő a barlang közepére érkezik. Az északkelet felé tartó, lejtős járatát törmelékes, humuszos aljzat jellemzi. A hasadék 45–70 centiméter széles, majd 2,8 méter után hirtelen járhatatlanná szűkül. A magassága 2 méter körüli.
A délnyugat felé tartó járat meredeken lejt, 1,8 métert ereszkedik a 3,4 méteres hosszon. Itt megtörik a hasadék iránya, csupán 45°-os lesz és még további 3,1 métert halad közel vízszintesen. A főte is követi a lejtő vonalát, a magasság itt általában 2 méter. A folyosó szélessége csak a délnyugati végponton tágul 90 centiméteresre, mert itt egy kereszthasadék jelenik meg lezárva a főhasadékot. A humuszlejtő északi részén lévő kiöblösödés sejteti, hogy a hasadék lefelé még tágulhat, de a bontásra meglehetősen mostohák a körülmények.
A hasadék és különösen annak az északkeleti része nagyon közel van a felszínhez, valószínűleg az avar alatt több helyen el is érhető. A megtalálók, akik először járták be a hasadékrendszert, beszámoltak néhány látott csontdarabról is, melyek aztán később elkeveredtek. A falakon vízszivárgás nyomait tapasztalták és a humusz is sáros, tapadós volt.
A barlang hossza vízszintesen 9,95 méter, a teljes mélysége 5,5 méter.
A barlang tektonikus eredetű hasadék, amelynek csapásiránya északkelet-délnyugati – 24°-os –, dőlése északnyugati irányú, átlagosan 65°-os.

## Kutatástörténet
1996. augusztus 14-én kereste fel Szilvay Pétert régi barlangász ismerőse, Mátéfi László Ferenc azzal a hírrel, hogy barátjával, Farkas Józseffel új barlangot találtak Dobogókő térségében és segítsen azt felmérni. Még aznap felkeresték a barlangot és elkészítették leírását és barlangtérképét. A 2001. november 12-én elkészült, Magyarország nemkarsztos barlangjainak irodalomjegyzéke című kézirat barlangnévmutatójában szerepel a Tűfok-barlang. A barlangnévmutatóban meg van említve 2 irodalmi mű, amelyek foglalkoznak a barlanggal. A 364. tétel nem említi, a 363. tétel említi.
A 2014. évi Karsztfejlődésben megjelent tanulmányban az olvasható, hogy a Visegrádi-hegység 16. leghosszabb barlangja a 10 m hosszú és 3,7 m mély Tűfok-barlang. Sok tektonikus barlang és tektonikailag előre jelzett barlang ismert a hegységben, pl. a Tűfok-barlang. Az aknabarlangokban, pl. a Tűfok-barlangban vastag az avar és a száraz ágak alkotta kitöltés. A Visegrádi-hegység 101 barlangjának egyike az Esztergom-Pilisszentléleken található barlang. A publikációhoz mellékelt, a Visegrádi-hegység 10 m-nél hosszabb barlangjainak elhelyezkedését bemutató ábrán látható a barlang földrajzi elhelyezkedése. A helyszínrajzot Eszterhás István szerkesztette.